# Ambenay
 Ambenay  es una población y comuna francesa, en la región de Alta Normandía, departamento de Eure, en el distrito de Évreux y cantón de Rugles.

## Demografía
| 475 | 502 | 535 | 471 | 512 | 465 |
| Para los censos de 1962 a 1999 la población legal corresponde a la población sin duplicidades (Fuente: INSEE [Consultar]) |     |     |     |     |     |